# Mont Gelé (3518 m)
Mont Gelé – szczyt w Alpach Pennińskich, w masywie Mont Gelé. Leży na granicy między Szwajcarią (kanton Valais) a Włochami (region Dolina Aosty). Szczyt można zdobyć ze schronisk Rifugio Crête Sèche (2392 m) lub Bivacco Regondi (2590 m).